# Ermita de Sant Roc (Batea)
Sant Roc és una ermita a la vila de Batea (Terra Alta) catalogada a l'Inventari del Patrimoni Arquitectònic de Catalunya. Aquesta capella estava als afores del poble, però avui, amb el creixement de la població -en especial des del segle XVIII-, ha acabat per ser inclosa a la trama de la vila. Gràcies a una recent restauració, c. 1995, es poden endevinar dues èpoques de construcció.
Petita capella de planta rectangular, és molt simple i està feta de maçoneria amb reforços de carreu; dues façanes lliures i les altres com a mitgeres. La seva coberta és a dos vessants, amb teula. L'accés es fa per una porta de mig punt, adovellada, de pedra, amb impostes i motllures als brancals i a l'arc. Hi ha les restes d'un escut a la dovella clau. Aquesta porta està centrada a l'eix i per sobre d'ella hi ha una petita obertura feta amb totxos formant una mena d'arc de mig punt. Hi ha una altra finestra al lateral de l'edifici, aquesta de tipus rectangular. A l'interior hi ha una imatge de Sant Roc.